# Aleksej Antonov
Aleksej Innokentjevitj Antonov (russisk: Алексей Иннокентьевич Антонов ; født 9. september 1896 i Grodno, Russiske Kejserrige, død 16. juni 1962 i Moskva, Sovjetunionen) var en general i den sovjetiske hær, som blev tildelt sejrsordenen for sin indsats i 2. Verdenskrig. 

## Karriere
Antonov blev født i Hrodna, som søn af en officer i zarens armé. Antonov tog eksamen fra militærakademiet i Frunze i 1921 og sluttede sig til den Røde Hær under den Russiske borgerkrig. Han blev instruktør på militærakademiet i Frunze i 1938.
I 1941 blev Antonov stabschef for den sovjetiske sydvestfront og den sovjetiske sydfront. Året efter blev han vicegeneralstabschef for de sovjetiske styrker og leder af operationsdirektoratet. Hans opgave bestod i at være bindeled til andre officerer og informere Stalin om den militære situation. 
I 1944 var Antonov ordførende og han deltog i såvel Jalta som Potsdamkonferencen. På Jaltakonferencen orienterede han de vestallierede om hvordan de allierede kunne hjælpe Sovjetunionen ved bombeangreb mod kommunikationslinjer, hvilket førte til Luftbombardementet af Dresden i 1945. 
Efter krigen blev Antonov viceøverstkommanderende for det transkaukasiske militærdistrikt. I 1955 blev han stabschef for de samlede styrker i Warszawa-pagten. Han beholdt denne post indtil sin død i 1962.

## Familie
Antonov var gift med den berømte ballerina Olga Vasiljevna Lepesjinskaja.